# Phaeostalagmus novae-zelandiae
Phaeostalagmus novae-zelandiae är en svampart som beskrevs av S. Hughes 1978. Phaeostalagmus novae-zelandiae ingår i släktet Phaeostalagmus och familjen Chaetosphaeriaceae.   Inga underarter finns listade i Catalogue of Life.